# Кожино (Можайский район)
Кожино — деревня в Можайском районе Московской области в составе Порецкого сельского поселения. Численность постоянного населения по Всероссийской переписи 2010 года — 3 человека. До 2006 года Кожино входило в состав Порецкого сельского округа.
Деревня расположена на северо-западе района, у границы с Шаховским, примерно в 48 км к от Можайска, на правом берегу реки Иночь, высота центра над уровнем моря 220 м. Ближайшие населённые пункты — Панюково, Шаховского района, на севере и Еремеево на юге.